# BBC Жизнь млекопитающих
«Жизнь млекопитающих» (англ. The Life of Mammals) — документальный сериал о природе, написанный и представленный Дэвидом Аттенборо, впервые показанный в Великобритании 20 ноября 2002 года.
Исследующий эволюцию и привычки различных видов млекопитающих, четвёртый специализированный обзор Аттенборо после его главной трилогии, которая началась с «Жизни на Земле». Каждый из десяти эпизодов рассматривает одну (или несколько тесно связанных) групп млекопитающих и исследует различные аспекты их повседневного существования и эволюционное происхождение. Все программы длятся 50 минут, кроме последней, которая продолжается 59 минут.
Сериал был подготовлен BBC Natural History Unit совместно с Discovery Channel. Исполнительным продюсером был Майк Салисбери, а музыку сочинили Дэн Джонс и Бен Салисбери. Позже он был показан на Animal Planet.
Являясь частью блока «Жизнь» Дэвида Аттенборо, сериалу предшествует «BBC: Жизнь птиц» (1998), а за ним следует «Жизнь в микромире» (2005). Тем не менее, между «Жизнью птиц» и «Жизнью млекопитающих», Дэвид Аттенборо представил «Состояние планеты» (2000) и озвучил «Голубую планету» (2001).

## История создания
Млекопитающие — настолько широко распространённая, разнообразная и развитая группа животных, что Аттенборо ранее посвятил им не менее пяти эпизодов «Жизни на Земле». Тем не менее, многое осталось нераскрытым, и повадки, которые до сих пор не были сняты. «Жизнь млекопитающих» должна стать его окончательным описанием темы.
Аттенборо взялся за проект по предложению BBC Natural History Unit. Жена натуралиста, Джейн, умерла в 1997 году, на середине работы над «Жизнью птиц», что привело к отсрочке её выпуска. Однако Аттенборо благодарен за тот факт, что ещё предстоит проделать работу, чтобы обеспечить завершение сериала. Точно так же он был рад новой возможности занять себя:
«„Жизнь птиц“ была передана осенью 1998 года и была достаточно хорошо принята, чтобы Natural History Unit спросил меня, хочу ли я заняться подобным фильмом о другой группе животных. Как насчёт млекопитающих? Мне было около 70 лет, но я решил, что лучше сделать это, чем сидеть дома одному.»

## Процесс съёмок
Несмотря на свой возраст, Аттенборо путешествовал так же широко, как и во всех своих предыдущих фильмах, с каждым эпизодом проезжая множество мест по всему миру.
Во время съёмок, как всегда, возникало много проблем. Чтобы впервые увидеть кадры скунсов, добывающих пищу в пещере, полной летучих мышей, необходимо было принять дополнительные защитные меры для съёмочной группы, так как это было очень недружелюбное окружение. Воздух был заполнен запахом аммиака, постоянные обитатели обильно мочились сверху, среди других были плотоядные опарыши и гремучая змея.
Для съёмок с участием гризли на близком расстоянии съёмочную группу сопровождал Бак Уайльд, специалист по медведям. Когда медведь был слишком любопытен, он мог заставить его отвернуться, просто подняв руки. Тем не менее, оператор признался, что в то время он был уверен, что наступит момент, когда животное просто продолжит движение к ним несмотря ни на что.
Для подъёма к вершине тропического леса команда использовала катапульту, чтобы запустить леску на 100 метров в самые верхние ветви. После она прикреплялась к системе противовеса каната и блока. Наибольшие трудности заключались в том, чтобы сначала найти идеальное дерево, а затем, остановившись на нём, следить за прохождением змей и приматов на пути к верхушке.
Большие кошки, ведущие ночной образ жизни, такие как львы, леопарды и тигры, никогда ранее не снимались так подробно. Но новейшая инфракрасная технология помогла показать повадки, о которых ранее предполагали исходя из доказательств, обнаруженных на следующий день. Сериал был одним из первых, кто воспользовался возможностями цифрового телевидения. После передачи каждого эпизода на BBC One зрителям была показана десятиминутная художественная подборка о подробностях его создания. Обладатели цифрового ТВ имели возможность перейти к интерактивной викторине, организованной Аттенборо.

## Тематика
В своих предыдущих сериалах о естественной истории Аттенборо не стал описывать влияние человека на окружающую среду (если только оно не имело отношения к содержанию, как в последнем эпизоде «Живой планеты» или «Первом Эдеме»). Тем не менее, начиная с «Состояния планеты» ведущий стал публично высказываться по этому вопросу. В заключительной программе этого сериала «Пища для размышлений» он воспользовался возможностью чётко изложить аргументы для борьбы с перенаселением.

## Эпизоды
Тёплая кровь — один из ключевых факторов, позволивших млекопитающим покорить Землю и развить самые сложные организмы в животном мире. В этом сериале мы будем путешествовать по миру, чтобы узнать, насколько разнообразны и удивительны млекопитающие.
— Дэвид Аттенборо, первый эпизод
| № | Название               | Дата премьеры   |
| --- | ---------------------- | --------------- |
| 1 | «Совершенная модель»   | 20 ноября 2002  |
| В первом эпизоде даётся общий обзор млекопитающих, прежде чем перейти к однопроходным и сумчатым. Аттенборо начинает с Арктики, где он сравнивает способность песца постоянно жить там (благодаря его густому меху) своей собственной защитной одеждой, несмотря на то, что оба они млекопитающие. Оттуда он отправляется в Австралию, чтобы проиллюстрировать эволюцию вида с помощью ехидны и утконоса. Оба существа, в отличие от всех других млекопитающих, откладывают яйца — подобно птицам и рептилиям — и существуют около 100 миллионов лет. С помощью оптического зонда внутренняя часть гнезда утконоса может быть снята впервые. Отличительной чертой сумчатого является его мешок, внутри которого растут его детёныши. Кенгуру и коалы — два примера, проживающих в тёплой окружающей среде, в то время как вомбат демонстрирует свою способность противостоять холодному климату. В частности, красные кенгуру чувствуют себя как дома в засушливых пустынных условиях, а их серые кузены общительны и предпочитают более умеренный климат. Язык млекопитающих очень адаптирован, а у сумчатых муравьедов и хоботноголовых кускусов значительно расширен язык, позволяя собирать насекомых и нектар. Однако наиболее развитой группой млекопитающих являются плацентарные. Аттенборо становится свидетелем рождения гну и рассказывает как об опасностях, так и преимуществах этого способа размножения. |                        |                 |
| 2 | «Насекомоядные»        | 27 ноября 2002  |
| Эта серия исследует насекомоядных. Землеройки — потомки самых ранних млекопитающих, которые были снующими существами, которые питались насекомыми. Их тёплая кровь позволяла им охотиться ночью, пока динозавры спали; они воспитывали своих детёнышей и кормили их молоком. Когда динозавры вымерли около 65 миллионов лет назад, присущие выжившим млекопитающим качества означали, что они способны размножаться. Эти похожие на землеройку существа эволюционировали: изображена особь прыгунчиковых, рядом с подготовленным ею путём маршрутов бегства; в то время как другие развились до кротов, в том числе златокроты. Увеличение среднего размера броненосцев произошло потому, что они расширили свой рацион. Другие животные стали больше из-за того, что стало доступно больше их любимого питания: это гигантский муравьед и панголин. Тем не менее, Аттенборо показывает эволюцию летучей мыши — крылатого ловца насекомых-млекопитающих, который может перемещаться с помощью эхолокации. Европейская коричневая ушастая летучая мышь выключает эхолокацию, а затем использует обострённое чувство слуха, чтобы определить местонахождение насекомого посредством его движений. Она поднимается на 3 километра в ночное небо над Техасом, чтобы выяснить, поэтому на такой высоте должно быть столько летучих мышей. Выясняется, что это также высота, на которой мотыльки из тропиков поднимаются вверх, когда те мигрируют. В то время как летучие мыши в Техасе вынуждены мигрировать зимой, Аттенборо посещает пещеру в Канаде, где они остаются круглый год и впадают в самую глубокую зимнюю спячку, когда наступает холодная погода. В Новой Зеландии летучие мыши, похоже, вернулись к охотничьим приёмам своих предков, в кадре они сражаются с уэтой на земле. |                        |                 |
| 3 | «Травоядные»           | 4 декабря 2002  |
| Следующий выпуск посвящён травоядным млекопитающим. Ленивец — пожиратель листьев, но он компенсирует недостаток питательных веществ в своём рационе, двигаясь меньше. Это относится не ко всем травоядным животным, которые полагаются на бактерии в своём желудке, чтобы переварить клетчатку листьев. Растения могут быть ядовитыми, но равнинные тапиры — крупнейшие обитатели тропического леса Южной Америки — приспосабливаются к ним, съедая немного каждого вида, а затем дополняя это каолином. Пищуха собирает и хранит растения, чтобы выжить в течение зимы. В Восточной Африке с помощью инфракрасных камер Аттенборо наблюдает за стадом слонов, втискивающихся в совершенно черную пещеру и выбивающих стены клыками, чтобы добывать соль для диеты. Выпасные животные, такие как карибу и гну, должны мигрировать в начале зимы и совершать длительные путешествия, чтобы найти новые пастбища. В Восточной Африке с помощью инфракрасных камер Аттенборо наблюдает за стадом слонов, втискивающихся в совершенно тёмную пещеру и выбивающих стены клыками, чтобы добывать соль для пропитания. Выпасные животные, такие как карибу и гну, вынуждены мигрировать в начале зимы и проделывать путь на большое расстояние в поисках нового угодья. Несмотря на свои защитные колючки, акацию предпочитают антилопы, слоны и жирафы, которые имеют возможность добраться до листьев. Хищники поменьше всегда подвержены опасности нападения плотоядных животных: поэтому они выработали средства для их обнаружения и избегания, и пользуются ими чаще, чем можно предположить. Стадо буйволов защищает одного из них, нападая на атакующих его львов. Тем не менее, рога антилопы в основном используются для борьбы друг с другом, чтобы определить статус в своей группе и утверждать место альфы. Топи сняты настолько истощёнными, что легко погибают в сражении со стаей гиен. |                        |                 |
| 4 | «Грызуны»              | 11 декабря 2002 |
| В четвёртом эпизоде рассматриваются грызуны, для которых характерны сильные, острые, постоянно растущие резцы. Они позволяют животным есть пищу, которую другие считают невозможной, например, орехи или древесину, и позволяют им стать самыми развитыми и многочисленными из всех млекопитающих. Аттенборо исследует леса Виргинии, где серые белки могут различать жёлуди красного и белого дуба: едят вторые и запасают первые. Поедатели семян могут жить практически где угодно, а обитающий в пустыне кенгуровый прыгун использует свои щёчные мешочки, чтобы переносить свои запасы в нору. Семья бобров снята в штате Вайоминг. Их строительные навыки позволили сооружить плотину, которая образовала озеро, благодаря которому они могут безопасно плавать и добывать корм в близлежащем лесу. Зимой в их домике установлены инфракрасные камеры, и они обнаруживает, что пара ондатр разделяет с бобрами кров. Многие грызуны ведут ночной образ жизни, и дикобраз снят остерегающимся молодого леопарда. Голый землекоп — это землеройка, которая, как пчёлы и муравьи, в отличие от любых других млекопитающих, живёт колониально в группках. Крысы и мыши — самая большая группа грызунов, насчитывающая около 1300 видов. Они быстро размножаются: самка домовой мыши может забеременеть в возрасте пяти недель, и их нашествие опустошает хранилище зерна. Южноамериканская мара должна есть траву на равнинах, но всё ещё гнездится в норах. Самый большой в мире грызун — это капибара, полуводное животное из Южной Америки. |                        |                 |
| 5 | «Плотоядные»           | 18 декабря 2002 |
| Этот эпизод посвящён хищным млекопитающим. Аттенборо начинает с английской сельской местности, где помимо людей, разводящих овец, горностай преследует и ловит кролика. Мясо является одним из самых богатых энергией продуктов питания, и есть несколько групп, которые едят исключительно его. Среди самых плодовитых кошки и собаки. Адаптация собак разнообразна и проиллюстрирована на примере различий между фенеками и песцами. Между тем, наибольшая концентрация мяса преобладает на равнинах Африки, и гиеновидные собаки, как показано в серии, отлавливают антилоп гну со слаженностью командной работы. Тем не менее, самый большой дикий клык — это волк, и Аттенборо успешно взаимодействует с их стаей в Северной Америке, прежде чем они отправятся на изнурительную охоту на вапити. В Африке инфракрасные камеры используются для изучения ночной активности львов, которые атакуют зебру. В течение дня одинокий гепард — самое быстрое четырёхлапое животное — быстро догоняет импалу и настигает её. Один из наиболее приспособленных к этому кошачьих — это индийский леопард, и инфракрасная технология снова используется для обнаружения одного из них, в то время как он ищет в индийской деревне домашних коз. При этом он находится в опасной близости от хижины, где Аттенборо сидит со своим оборудованием для наблюдения. Наконец, Аттенборо посещает морозный север, чтобы увидеть самого могущественного хищника животного мира, сибирского тигра, хотя тот и находится в неволе. |                        |                 |
| 6 | «Преимущества»         | 8 января 2003   |
| Следующая серия посвящена всеядным млекопитающим. Аттенборо направляется в зоопарк в Атланте для съёмки большой панды. Он сравнивает строгую бамбуковую диету с менее избирательными формами питания, предпочитаемыми другими видами. Енот-полоскун является одним из самых успешных видов: его чувствительные лапы и любознательный характер позволили ему стать чрезвычайно адаптируемым. С другой стороны, одним из самых редких всеядных является бабирусса, разновидность свиньи, найденная в Индонезии. Хорошее обоняние жизненно важно для таких существ, и кабаны стали опытными добытчиками. Лисы заработали репутацию убивать больше цыплят, чем им необходимо: на самом деле они демонстрируют запасливость, закапывая излишки пищи, чтобы есть позже. Скунсы посещают пещеру летучих мышей и пересекают слой гуано, чтобы разыскать их детёнышей, падающих с потолка. Самые грозные оппортунисты — медведи гризли, и Аттенборо наблюдает, как они ловят мигрирующего лосося на Аляске. Их пищевые привычки в преддверии зимней спячки детально рассматриваются. Смена естественной среды обитания современными городами и расточительность их обитателей-людей предоставили многим обильный источник средств к существованию. Еноты, медведи и лисы хорошо приспособились к городскому образу жизни. Однако в этом отношении серая крыса стала наиболее распространённой. Наконец, Аттенборо подчёркивает, что именно оппортунистические черты людей позволили им доминировать в мире. |                        |                 |
| 7 | «Назад к воде»         | 15 января 2003  |
| Этот эпизод сфокусирован на морских обитателях. Верхом на слоне Аттенборо выражает свою любовь к воде, прежде чем перейти к тем, кто чувствует себя в ней как дома. Относительно своего размера морские выдры, вероятно, имеют самый большой аппетит среди млекопитающих, и Аттенборо плавает с ними у побережья Калифорнии. К их приспособлениям относятся перепончатые лапы, которые так или иначе (как ласты) являются общей чертой всех морских млекопитающих. Морские львы впервые сняты направляющими колонну своих детёнышей в воде через запутанные слои ламинарии. В Антарктиде проиллюстрированы различия между настоящими тюленями и морскими львами: у первых нет внешних ушей, а у последних — подвижности на суше. Между тем, в Арктике щенки кольчатой нерпы являются добычей белых медведей. К другим ластоногим относятся хохлач и обыкновенный тюлень. Ламантин — это травоядное, произошедший от наземных травоядных, и проводящий всю свою жизнь в воде. Рядом с юго-восточной Америкой водятся дельфины, которые отличаются синхронном «выпасом» рыбы на берегу реки перед едой. С помощью компьютерной анимации Аттенборо проходит по длине синего кита — крупнейшего существа на планете — чтобы продемонстрировать его обширную физиологию, а затем путешествует рядом с одним из них в открытом океане. Китовая песня, и особенно песня горбатых китов, упоминаются в программе. Бурный период размножения южных китов демонстрируются у берегов Патагонии. |                        |                 |
| 8 | «Жизнь на деревьях»    | 22 января 2003  |
| Следующий эпизод программы исследует млекопитающих, населяющих деревья. Введение Аттенборо проходит в тесной компании сурикатов. Они работают в команде, и один всегда будет действовать как наблюдатель. Для этого он поднимается к самой высокой точке поблизости, которая в данном случае оказывается плечом Аттенборо. Под навесом тропического леса скрывается больше разнообразия пищи, чем где-либо еще в естественном мире, поэтому неудивительно, что там проживает много животных. Ленивцы и коати являются примером носителей навыков, необходимых для передвижения в такой среде обитания. Особенно подходящими для устремлённых ввысь стволов являются малайские медведи и четырёхпалые муравьеды, последние имеют цепкий хвост, что-то общее с шерстистой обезьяной. Белка-летяга может совершить прыжок на 15 метров благодаря меховой перепонке между ее запястьем и лодыжкой. Также показана колония из пяти миллионов фруктовых летучих мышей, и хищные орлы и крокодилы оказывают на них незначительное влияние. Инфракрасные камеры снова используются для изучения передвижения ночных лори и галаго. Их близкие предшественники достигли острова Мадагаскар, где они развелись и известны теперь как лемуры. Они особенно искусны в прыжках, и их техника подвергается анализу. На них охотится фосса, хищник в джунглях, который подходит им атлетически. В лесах Юго-Восточной Азии можно найти «верховного путешественника деревьев», самого быстрого нелетающего обитателя кроны деревьев в мире: гиббонов. |                        |                 |
| 9 | «Карьеристы»           | 29 января 2003  |
| Предпоследний эпизод посвящён обезьянам. Вместе с человекообразными обезьянами (в том числе человеком) обезьяны являются частью самой социальной группы млекопитающих. Их привычки коренятся в отношениях с другими в своём роде, а также с природным умом и любознательностью. Капуцины проявляют все эти качества, когда ищут пищу. Различные цвета лица саки обозначают старшинство в группе. Единственными ночными обезьянами являются дурукули, и активность в ночное время позволяет им делиться ресурсами других людей в том же районе. Карликовая игрунка, самая маленькая обезьяна в мире, снята на верхушках деревьев, грызущей стволы деревьев, чтобы полакомиться содержащейся внутри жвачкой. Различные виды тамарина взаимодействуют между собой, чтобы предупредить друг друга о присутствии общего хищника, тайры. Обезьяны обладают хорошим цветовым зрением, и ревуны используют его, чтобы отличать съедобные листья. Аттенборо путешествует по африканским джунглям с межвидовым объединнением: несколько обезьян и даже мангустов объединяются, чтобы остерегаться опасности. У них разные тревожные сигналы для каждого врага, и Аттенборо демонстрирует их, поместив чучела леопарда поблизости. В Шри-Ланке натуралист также проводит время с отрядом цейлонских макак — одной из наиболее изученных групп обезьян в мире. Было обнаружено, что существа рождаются в классовой системе, в которой положение приносит привилегии. Когда 10 миллионов лет назад климат в мире изменился, некоторые обезьяны отправились на открытые пастбища, и их иллюстрируют некоторые из самых изобретательных: павианы и гелады. |                        |                 |
| 10 | «Пища для размышлений» | 5 февраля 2003  |
| Последняя серия программы исследует обезьян и эволюцию человеческого общества до его нынешнего состояния. На Борнео спасшиеся орангутаны, которые проводили время с людьми, научились имитировать их деятельность и сделали это полностью по собственной инициативе. В кадре они гребут на каноэ, стирают носки и используют молоток и пилу. В Африке Аттенборо встречает группу осиротевших шимпанзе, которые готовятся к возвращению в дикую природу. Опять же, они демонстрируют поразительную способность получать знания и передавать их. В Уганде существует другая культура шимпанзе, где большое количество конкурирующих самцов живёт в непростом союзе, который в редких случаях может привести к тяжкому насилию. В Танзании Аттенборо изучает некоторые из самых ранних следов, оставленных ходячими предками человека. В пустыне Калахари коренные жители бушмены проводят охоту настойчивостью. Это иллюстрирует то, как ранний человек преследовал свою добычу без оружия. Приручение скота привело к возникновению фермерства, а затем сёл. При значительно увеличенных запасах продовольствия число людей увеличилось. Ритуалы и искусство процветали, и деревни стали городками. Аттенборо посещает Тикаль, столицу народа майя, который достиг больших успехов в архитектуре, математике и астрономии. Тем не менее, майя не могли поддерживать своё население — и, как предупреждает Аттенборо, мы можем быть опасно близки к подобной катастрофе. |                        |                 |

Три с половиной миллиона лет отделяют человека, оставившего свои следы в песках Африки, от человека, оставившего их на Луне. Один миг с точки зрения эволюции. Используя свой расширяющийся интеллект, оно, самое успешное из всех млекопитающих, эксплуатирует окружающую среду, чтобы производить пищу для постоянно растущего населения. Несмотря на бедствия, когда цивилизации изжили себя, этот процесс продолжался и на сегодняшний день даже ускорился. Теперь человечество ищет пищу не только на этой планете, но и на других. Возможно, пришло время обратить этот процесс вспять. Вместо того, чтобы контролировать окружающую среду на благо населения, на данный момент необходимо контролировать население, чтобы обеспечить выживание окружающей среды.
— Дэвид Аттенборо, заключительная речь

## DVD и книги
Сериал доступен в Великобритании для регионов 2 и 4 в виде DVD-набора из 4 дисков (BBCDVD1128, выпущен 7 апреля 2003 г.) и является частью «The Life Collection». Его бонусные опции включают шесть «закулисных» материалов, набор фактов, фотогалерею, оригинальную партитуру и специальный 10-минутный монтаж видео-музыки.
17 октября 2002 года BBC Books опубликовала сопровождающую книгу Дэвида Аттенборо «Жизнь млекопитающих» (ISBN 0-563-53423-0).
DVD и книга переведены на другие языки.
Голландская версия DVD, выпущенная Evangelische Omroep, удалила все упоминания (среди прочего) об эволюции, окаменелостях и континентальном дрейфе. Повествование Дэвида Аттенборо было заменено не везде точным голландским переводом, и эпизоды были нарезаны. Десятый эпизод вообще не транслировался на Evangelische Omroep и не включен в EO DVD серии. Голландская версия книги включает полный текст оригинала, так же как нидерладскоязычная версия программы, транслируемой на бельгийском канале Canvas.